# Zur gegenwärtigen Stellung der empirischen Sozialforschung in Deutschland
Zur gegenwärtigen Stellung der empirischen Sozialforschung in Deutschland ist eine Rede Theodor W. Adornos aus dem Jahr 1952, in der er sich mit der Bedeutung dieser Forschungsmethode für die Kritische Theorie befasst.
Diese Auseinandersetzung hält er deshalb für relevant, weil insbesondere die Meinungsforschung als Teilgebiet der empirischen Sozialforschung erst nach dem Zweiten Weltkrieg in Deutschland soziologische Bedeutung erlangte.

## Inhalt
Adorno betont die Wichtigkeit dieses Gebiets der Soziologie, da insbesondere die soziale Lage der Menschen nach dem Zweiten Weltkrieg analysiert werden müsse. Als Beispiele werden Sozialanalysen im Rahmen des Marshall-Plans genannt. Adorno verweist in diesem Zusammenhang auf die Zusammenarbeit des Instituts für Sozialforschung (IfS) in Frankfurt (am Main) unter Max Horkheimer mit den Besatzungsmächten und Wirtschaftsunternehmen.
Jedoch sieht Adorno in der empirischen Sozialforschung auch die Gefahr einer Fehlsteuerung, ja einer Manipulation der Bevölkerung und ruft dazu auf, das demokratische Potential der Meinungsforschung als oberste Verpflichtung wahrzunehmen.
„Wir haben uns davor zu hüten, die Menschen, mit denen wir uns befassen, als bloße Quanten zu sehen, deren Denken und Verhalten blinden Gesetzen unterliege. Wir wissen, dass sie auch dann Menschen mit der Möglichkeit freier Selbstbestimmung und Spontaneität bleiben, wenn sie in ihnen selber undurchsichtige Zusammenhänge eingespannt sind, und dass an diesem Element des Spontanen und Bewussten das Gesetz der großen Zahl seine Grenze hat.“
Wichtig ist ihm, dass der Mensch nicht eine Figur der Theorie bleibt, sondern dass die Theorie mit der Praxis in Einklang gebracht wird. Er sieht menschliches Handeln im „Verblendungszusammenhang“, d. h. dass die Auftraggeber das Ergebnis in gewisser Weise beeinflussen können, ohne dass die beteiligten Individuen es merken. Empirische Sozialforschung kann mit ihrer quasi-naturwissenschaftlichen Herangehensweise einen Beitrag zur Demokratisierung leisten, wird aber immer von einer gewissen Unschärfe ausgehen müssen. Das spontane Handeln der Menschen relativiert die Gesetze der großen Zahl.
Einen weiteren Auftrag der empirischen Sozialforschung sieht Adorno darin, die Soziologie zu entideologisieren.
Soziologie ist keine Geisteswissenschaft. […] Sie bezieht sich vorab auf die Auseinandersetzung zwischen Mensch und Natur und auf objektive Formen der Vergesellschaftung, die sich auf den Geist im Sinne einer inwendigen Verfassung der Menschen keineswegs zurückführen lassen.
Diesen Anspruch verbindet Adorno mit der Hoffnung, dass die empirische Sozialforschung dazu beitragen kann, naive Thesen, z. B. den unterstellten Konservativismus von Bauern, zu entkräften, die zwar auf der Grundlage sozialer Phänomene entwickelt worden sind, aber ohne Berücksichtigung der Sozialisation in sozialen Rollen und sozialen Kontexten, also ohne Berücksichtigung der sozialen Verhältnisse, entstehen.
„Der übliche Einwand, die empirische Sozialforschung sei zu mechanisch, zu grob, zu ungeistig, verschiebt die Verantwortung vom Gegenstand der Wissenschaft auf diese. Die vielgescholtene Inhumanität der empirischen Methoden ist immer noch humaner als die Humanisierung des Unmenschlichen.“
Allerdings wäre es irreführend, in Adorno einen Vertreter der reinen empirischen Sozialforschung, gar einer an naturwissenschaftlicher Methodik orientierten zu sehen. Vielmehr plädiert er für eine Verbindung zwischen soziologischer Theorie und empirischer Sozialforschung. Das Ziel der Soziologie, wenn sie sich der Aufklärung verschreibt, muss dabei sein, das „Technisierte“ in unserer Gesellschaft, in unserer Kultur, in jedem Teilbereich unseres Lebens auch als solches aufzudecken. Adorno sieht darüber hinaus die Pflicht der Wissenschaft, die Erscheinungsebene der Gesellschaft nicht einfach hinzunehmen, sondern die darunterliegenden Bedingungen als Teil der gesellschaftlichen Totalität zu analysieren und – dies ist der Kern kritischer Theorie: – zu kritisieren. Es geht kritischer Theorie dabei ausdrücklich nicht um die Optimierung der bestehenden Ordnung, sondern um die Kritik der bestehenden Gesellschaft selbst mit dem Ziel der Einrichtung vernünftiger Zustände.

## Quelle
- Theodor W. Adorno: Zur gegenwärtigen Stellung der empirischen Sozialforschung in Deutschland. In: Heinz Sahner (Hrsg.): Fünfzig Jahre nach Weinheim. Empirische Sozialforschung gestern, heute und morgen. (1. Auflage 1952) Weinheim 2002, S. 13–22.